# موهر ام زه
موهر ام زه (به آلمانی: Muhr am See) یک شهر در آلمان است که در وایسنبورگ-گونتسنهاوزن واقع شده‌است.